# Dalibor Bortňák
Dalibor Bortňák (17. února 1992, Sabinov, Československo) je slovenský lední hokejista.
První hokejové krůčky udělal na veřejném bruslení s tátou, který ho k hokeji přivedl. Poprvé zařízl své ostří do zmrzlé plochy na otevřeném stadionu v Sabinově, kde také vyrůstal a začal s hokejem. Poté se přesunul na prešovskou hokejovou školu, odkud následně odešel do libereckého dorostu a pod trenérem Bouchnerem došel s týmem do play-off.
Urostlý slovenský centr odešel do zámoří po sezóně 2007/2008, tehdy si ho jako 18. vybral v draftu tým juniorské WHL Kamloops Blazers. V jeho dresu Bortňák odehrál tři sezóny a ve 178 utkáních posbíral 102 bodů (31+71). Bortňákovo jméno se pravidelně během této doby objevovalo v nominaci slovenských mládežnických výběrů, zúčastnil se MS 17 v sezóně 2007/2008, MS 18 v ročníku 2008/2009 i MS 20 v sezóně 2010/2011. Mezi zajímavosti patří, že v roce 2009 se Bortňák mohl podívat do přípravného předsezónního kempu NHL Edmontonu Oilers. O účast ho ale připravilo zranění sleziny.
Daliborovi vyšel hned první přípravný zápas v dresu Bílých Tygrů 2011/2012, kdy dokázal skórovat. Po většinu sezóny však působil ve čtvrté formaci a byl specialistou na hru v oslabení. Ve své první extraligové sezóně odehrál 34 zápasů a zaznamenal čtyři body (2+2). V play-off se bodově neprosadil a s Libercem to dotáhl až do semifinále. Mimo to také nastupoval za farmu v Benátkách nad Jizerou, v jejíchž dresu byl k vidění v devíti duelech. Ještě během sezóny 2013/14 odchází do Zvolena, kde nastoupil ve 24 zápasech. Tady stihl také 5 zápasů za slovenskou reprezentaci. Následovalo angažmá v HC Košice (2015/2016), kde odehrál 41 zápasů. V průběhu sezóny přestoupil do HC Banská Bystrica. Během přípravy na sezónu 2018/2019 se mu nepodařilo udržet angažmá extraligových Pardubic, kde se nevešel do základní sestavy.

## Kluby podle sezon
- 2006-2007 Bílí Tygři Liberec
- 2007-2008 Bílí Tygři Liberec
- 2008-2009 Kamloops Blazers
- 2009-2010 Kamloops Blazers
- 2010-2011 Kamloops Blazers
- 2011-2012 Bílí Tygři Liberec, HC Benátky nad Jizerou
- 2012-2013 Bílí Tygři Liberec
- 2013-2014 HKM a.s. Zvolen
- 2014-2015 HKM a.s. Zvolen
- 2015-2016 HC Košice
- 2016-2017 HC ’05 iClinic Banská Bystrica
- 2017-2018 HC ’05 iClinic Banská Bystrica